# Se il sole non tornasse
Se il sole non tornasse (Si le soleil ne revenait pas) è un film del 1987 diretto da Claude Goretta.

## Trama
Il film è ambientato in un remoto villaggio di montagna, dove l'ombra incombe per gran parte dell'anno. La storia prende una svolta inaspettata quando un anziano del paese annuncia la fine del mondo, gettando gli abitanti in un vortice di paura e incertezza. Alcuni si arrendono al destino, mentre altri cercano una via d'uscita, una speranza in un futuro migliore.